# 法沃鲁瓦
法沃鲁瓦（法語：Faverois，法語發音：[favʁwa]）是法国勃艮第-弗朗什-孔泰大区贝尔福地区省的一个市镇，属于贝尔福区。

## 地理
法沃鲁瓦（47°31'20"N, 7°2'9"E）面积6.5 平方千米，位于法国勃艮第-弗朗什-孔泰大區贝尔福地区省，该省份为法国东北部内陆省份，东临上莱茵省，北起孚日省，西接上索恩省，南与杜省和瑞士接壤。
与法沃鲁瓦接壤的市镇（或旧市镇、城区）包括：博龙、代勒、弗洛里蒙、容什雷。

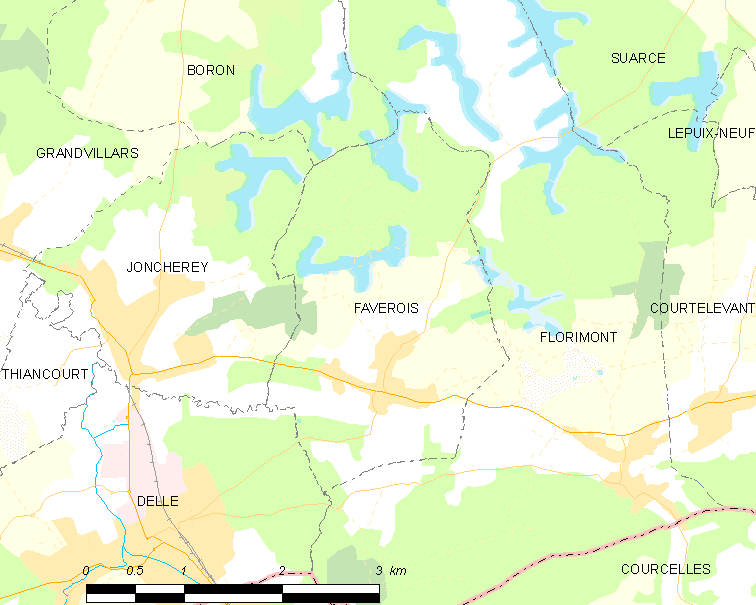
法沃鲁瓦的OSM定位图

法沃鲁瓦的时区为UTC+01:00、UTC+02:00（夏令时）。

## 行政
法沃鲁瓦的邮政编码为90100，INSEE市镇编码为90043。

## 政治
法沃鲁瓦所属的省级选区为代勒县。

## 人口

1962-2008年间法沃鲁瓦人口变化图示

法沃鲁瓦于2022年1月1日时的人口数量为592人。